# 川西繁子
川西 繁子（かわにし しげこ、1948年〈昭和23年〉12月5日 - ）は日本の競泳選手。種目は自由形。奈良県奈良市出身。奈良県立五條高等学校から日本女子体育大学に進学、オリンピックに2度出場している。
1968年のメキシコシティオリンピックの100m自由形で18位、小林美和子・西側よしみ・藤井康子との400mリレーで6位となった。1972年のミュンヘンオリンピックの100m自由形で28位、合志えい子・竹本ゆかり・西側よしみとの400mリレーで10位となった。
日本選手権水泳競技大会の100m自由形で1967年から1972年まで6年連続優勝、200m自由形で1969年から1972年まで4年連続優勝している。
現役引退後、和歌山県で高等学校の保健体育の教員となり、2009年3月、退職した。